# Eritroblasto

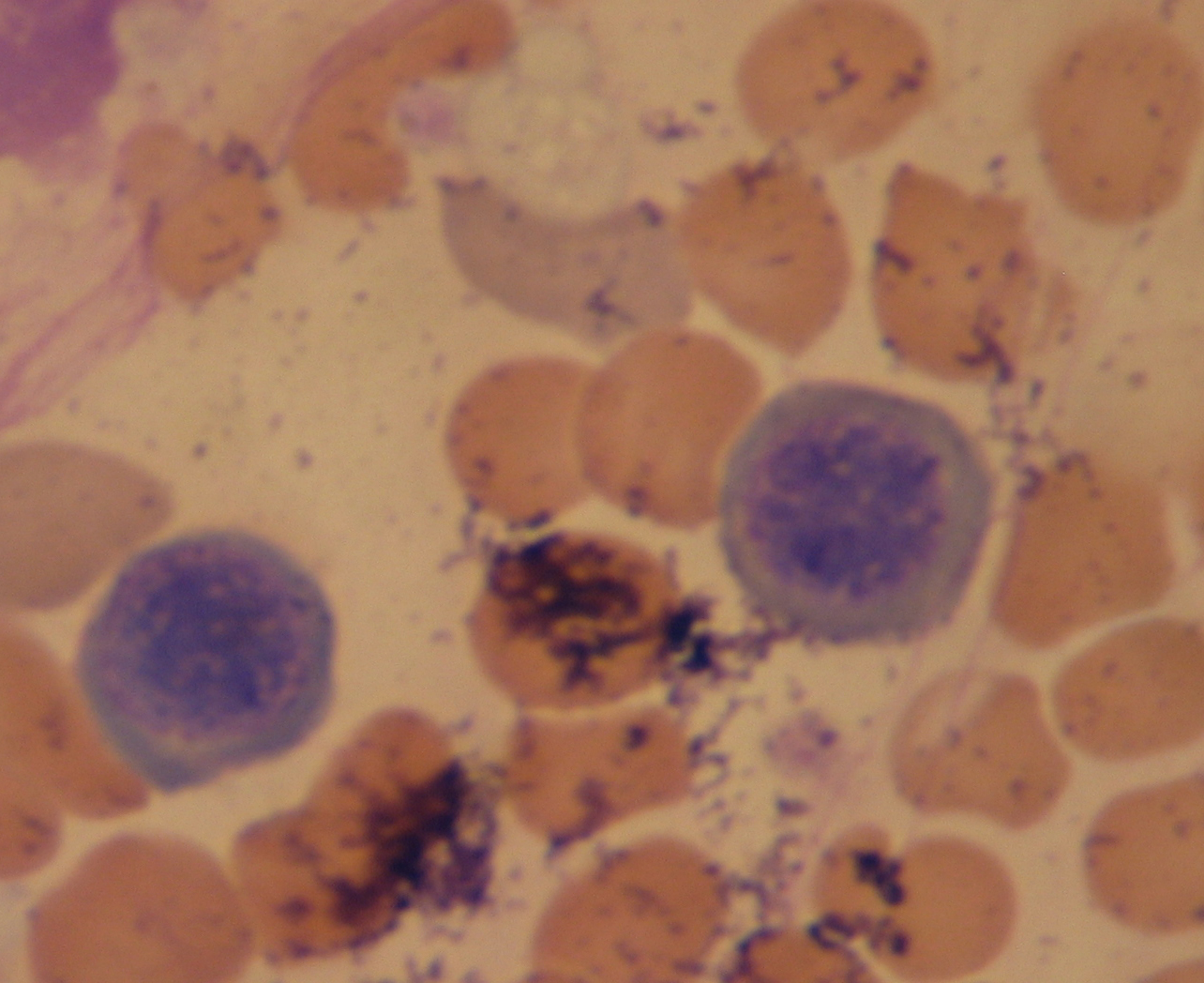
Eritroblasto basófilo, eritroblasto que deriva de la diferenciación del proeritroblasto.

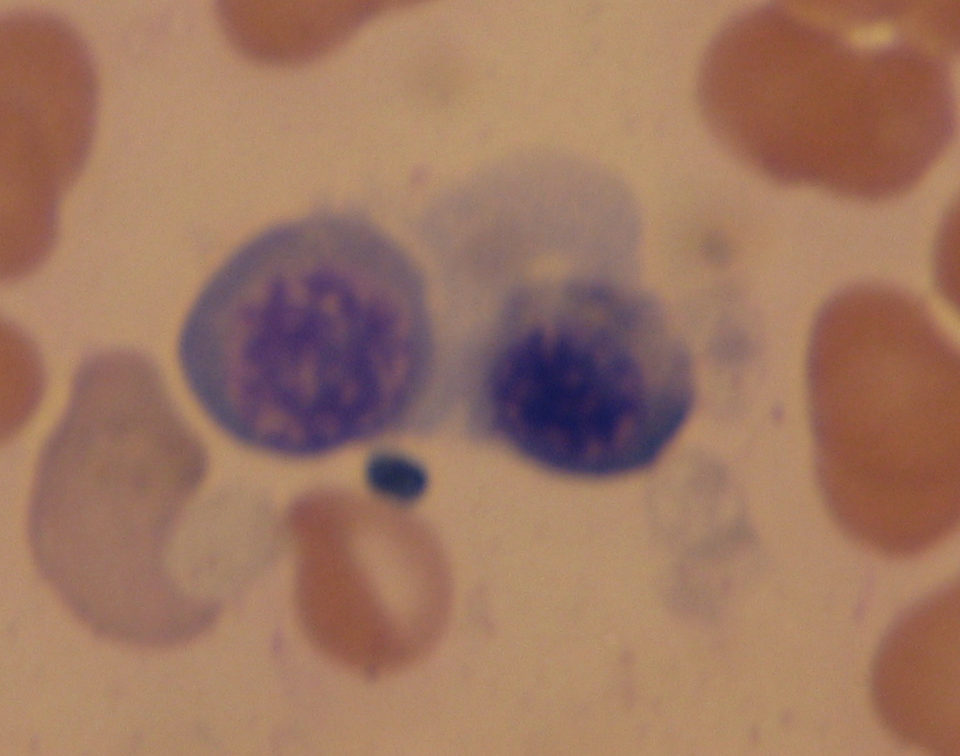
Eritroblasto policromatófilo, un eritroblasto procedente de la diferenciación de un eritroblasto basófilo.

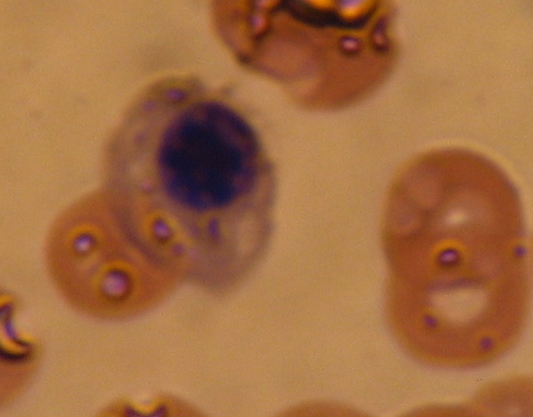
Eritroblasto ortocromatófilo, un eritroblasto derivado del policromatófilo.

Los eritroblastos son células precursoras de los eritrocitos o glóbulos rojos en la ciencia.

## Descripción
La eritropoyesis es el proceso de formación de eritrocitos a partir de una célula madre hematopoyética pluripotencial (HSC, hematopoietic stem cell) que tiene lugar en la médula ósea. En primer término la HSC se diferencia en un progenitor mieloide que posteriormente se diferencia en una célula progenitora formadora de colonias eritroides BFU-E (burst-forming unit, en sus siglas en inglés) que a su vez se da lugar a una célula progenitora CFU-E (colony forming unit). Dichas células progenitoras a la vez tienen la capacidad de duplicarse mediante mitosis. Al microscopio óptico no son identificables.
Las CFU-E se diferencian en proeritroblastos, primeros precursores del eritrocito que son reconocibles al microscopio óptico. Los proeritroblastos se diferencian en eritoblastos basófilos, que a su vez originan a los eritroblastos policromatófilos, y estos a los eritroblastos ortocromáticos.Durante este proceso de maduración los precursores son progresivamente de menor tamaño, tienen un núcleo más pequeño y tienen más condensada la cromatina; su citoplasma es cada vez más acidófilo, conforme al mayor contenido de hemoglobina de las células más maduras.
Los proeritroblastos representan menos del 1% de las células de la médula ósea. Son de gran tamaño, miden en torno a 20-25 micras.Su núcleo es redondeado, grande con respecto a la célula (relación 1:1,5) y posee uno o dos nucléolos mal delimitados; la cromatina es laxa o débilmente condensada. El citoplasma es muy basófilo, por la presencia de polirribosomas, y presenta una zona clara junto al núcleo denominada arcoplasma y que corresponde al aparato de Golgi. De forma característica suele tener una o dos prolongaciones o mamelones. Esta célula da lugar a 8 células hijas y no puede autorrenovarse.
A partir del proeritroblasto se origina el eritroblasto basófilo. Este eritroblasto es más pequeño, de unas 12 micras, y posee un citoplasma basófilo debido a la presencia de abundantes ribosomas encargados de sintetizar la hemoglobina (la proteína que transporta el oxígeno). El eritroblasto basófilo capta ferritina de la sangre por pinocitosis para aumentar su contenido en hierro.
Del eritroblasto basófilo se diferencia el eritroblasto policromatófilo cuando su contenido de hemoglobina pasa a ser muy alto. Esto sucede porque esta proteína es ácidófila y enmascara la afinidad por tintes básicos de los ribosomas. Su cromatina está más condensada que en estados anteriores.
El siguiente estado en la transformación es el eritroblasto ortocromático, eritroblasto ortocromatófilo o normoblasto. Puesto que los eritrocitos son acidófilos por definición, el prefijo de estos eritroblastos incide en que ya poseen esta característica acidofilia. Esta modificación se debe a una menor presencia de ribosomas.
El normoblasto sufre la pérdida del núcleo por extrusión dando lugar al reticulocito. Tras unos días de maduración en la médula ósea finalmente la abandona entrando en el torrente sanguíneo y pasando a ser un eritrocito maduro.
En vertebrados no mamíferos la pérdida del núcleo no siempre sucede, manteniéndose por tanto eritrocitos nucleados en el torrente sanguíneo.